# Zlatko Dedič
Zlatko Dedič (Bihać, 5. listopada 1984.) bivši je slovenski nogometaš.

## Klupska karijera
Iako je rođen u Bihaću (Bosna i Hercegovina), Dedič je svoje djetinjstvo je proveo u slovenskom selu Podgorje pokraj lučkog grada Kopra.
Svoju profesionalnu karijeru započeo je u FC Kopru, te je nakon godinu dana otišao u Parmu, odakle je dva puta posuđivan klubovima iz Serie B - Empoliju (2004./05.) i Cremoneseu (u drugoj polovici sezone 2005./06.).
Svoj debi u talijanskoj Serie A Dedič je ostvario 21. rujna 2005. na utakmici protiv AS Rome. Momčad Parme napustio je na temelju Bosmanovog pravila te je u siječnju 2007. otišao u Frosinone (Serie B).
U siječnju 2008. posuđen je Piacenzi, također klubu iz Serie B, gdje je nosio broj 9 jer je Daniele Cacia otišao u Fiorentinu.
Nakon osam godina provedenih u Italiji, Dedič je napustio Frosinone 3. lipnja 2009. te je potpisao za Bochum. Ugovor u tome klubu traje mu do 30. lipnja 2012.
U kolovozu 2011. Dedič je potpisao ugovor o jednogodišnjoj posudbi u Dynamo Dresden.

## Reprezentativna karijera
Zlatko Dedič svoj je debi za slovensku nogometnu reprezentaciju ostvario 28. ožujka 2008. u utakmici protiv Češke u sklopu kvalifikacija za Svjetko prvenstvo u Južnoj Africi 2010. Svoj prvi gol za reprezentaciju postigao je protiv Poljske 6. rujna 2008. također u kvalifikacijama za Svjetsko prvenstvo.
U svojoj zemlji postao je popularan nakon što je postigao pobjednički gol protiv Rusije u dodatnim kvalifikacijama za Svjetsko prvenstvo. Time će nakon Svjetskog prvenstva u Koreji i Japanu 2002. godine, Slovenija nakon osam godina opet sudjelovati na SP.

## Golovi za reprezentaciju
| #  | Datum              | Stadion i grad                  | Protivnik    | Pogodak | Rezultat | Natjecanje                  |
| -- | ------------------ | ------------------------------- | ------------ | ------- | -------- | --------------------------- |
| 1. | 6. rujna 2008.     | Wroclaw, Poljska                | Poljska      | 1 – 1   | 1 – 1    | Kvalifikacije za SP 2010.   |
| 2. | 9. rujna 2009.     | Ljudski vrt, Maribor, Slovenija | Poljska      | 1 – 0   | 3 – 0    | Kvalifikacije za SP 2010.   |
| 3. | 18. studenog 2009. | Ljudski vrt, Maribor, Slovenija | Rusija       | 1 – 0   | 1 – 0    | Kvalifikacije za SP 2010.   |
| 4. | 11. kolovoza 2010. | Ljubljana, Slovenija            | Australija   | 1 – 0   | 2 – 0    | Prijateljska utakmica       |
| 5. | 8. listopada 2010. | Ljubljana, Slovenija            | Farski Otoci | 5 – 0   | 5 – 1    | Kvalifikacije za EURO 2012. |
| 6. | 9. veljače 2011.   | Tirana, Albanija                | Albanija     | 1 – 2   | 1 – 2    | Prijateljska utakmica       |
| 7. | 15. kolovoza 2012. | Ljubljana, Slovenija            | Rumunjska    | 2 – 0   | 4 – 3    | Prijateljska utakmica       |
| 8. | 15. kolovoza 2012. | Ljubljana, Slovenija            | Rumunjska    | 3 – 1   | 4 – 3    | Prijateljska utakmica       |

## Vanjske poveznice
- Profil igrača na stranicama Slovenskog Nogometnog Saveza  Arhivirana inačica izvorne stranice od 16. siječnja 2021. (Wayback Machine)
- www.national-football-teams.com